# Sole spento/Il giorno
Sole spento/Il giorno è un singolo di Caterina Caselli pubblicato nel 1967.

## Tracce
1. Sole spento (Daniele Pace,
Lorenzo Pilat e
Mario Panzeri)
2. Il giorno (Gene Colonnello e
Mogol)

## Descrizione
Sole spento è un brano scritto e arrangiato da Daniele Pace, Mario Panzeri e Lorenzo Pilat. Con questa canzone la Caselli partecipa a Partitissima, programma televisivo abbinato alla Lotteria Italia.
Il giorno è il brano presente sul retro del disco, scritto da Mogol. La canzone è stata la sigla del 6° ciclo della trasmissione radiofonica Gran varietà.

## Classifiche
| Classifica (1967) | Posizione annuale | Artista          |
| ----------------- | ----------------- | ---------------- |
| Italia            | 46                | Caterina Caselli |